# 1899 (TV-serie)
1899 är en fristående science fiction-serie skapad av Jantje Friese och Baran bo Odar, som tidigare skapat den kritikerrosade tyska tv-serien "Dark". "1899" hade premiär på Netflix den 17 november 2022.
Handlingen utspelar sig år 1899, precis i sekelskiftet, och följer en grupp europeiska migranter som reser från London på ångfartyget Kerberos för att starta nya liv i New York City. Passagerarna är förenade i optimism om vad framtiden har att erbjuda tills de möter ett annat migrantfartyg som driver herrelöst på öppet hav. En hittills okomplicerad resa till det förlovade landet förvandlas till en fasansfull mardröm av svindlande proportioner.

## Rollista

### Fasta
- Emily Beecham som Maura Franklin/Singleton, en neurolog och en av de första kvinnliga läkarna i Storbritannien som reser ensam till Amerika
- Aneurin Barnard som Daniel Solace, en mystisk man som går ombord på Kerberos
- Andreas Pietschmann som Eyk Larsen, fartygets väderbitna kapten
- Miguel Bernardeau som Ángel, en rik spanjor som reser med Ramiro
- José Pimentão som Ramiro, en falsk präst som reser med Ángel
- Isabella Wei som Ling Yi, en mystisk ung kvinna från Kina som reser med Yuk Je
- Gabby Wong som Yuk Je, en medelålders kvinna från Kina som reser med Ling Yi
- Yann Gael som Jérôme, en fransk fripassagerare
- Mathilde Ollivier som Clémence, en ung kvinna från Pariseliten, åtföljd av sin nya man Lucien
- Jonas Bloquet som Lucien, en överklassman från Paris, nygift med sin fru Clémence
- Rosalie Craig som Virginia Wilson, en sällskaplig rik brittisk kvinna
- Maciej Musiał som Olek, en polsk stoker som dras till Ling Yi
- Clara Rosager som Tove, en ung gravid dansk kvinna som reser till New York med sina föräldrar och bror
- Lucas Lynggaard Tønnesen som Krester, en ung dansk man ärrat ansikte
- Maria Erwolter som Iben, en religiös dansk som reser med sin man Anker, sonen Krester och dottern Tove
- Alexandre Willaume som Anker, en religiös dansk man som åker till New York med sin fru Iben, sin son Krester och sin dotter Tove
- Tino Mewes som Sebastian, förste styrman på Kerberos
- Isaak Dentler som Franz, kaptenens högra hand
- Fflyn Edwards som Elliot, även kallad "pojken", en mystisk ung pojke som hittas under ovanliga omständigheter som inte talar och blir Mauras ansvar ombord på Kerberos
- Anton Lesser som Henry Singleton, en brittisk investerare och Mauras far

### Återkommande
- Vida Sjørslev som Ada, Krester och Toves syster
- Alexander Owen som Landon
- Ben Ashenden som Darrel
- Richard Hope som Dr Reginald Murray
- Joshua Jaco Seelenbinder som Eugen
- Niklas Maienschein som Wilhelm, en besättningsman på Kerberos
- Jónas Alfreð Birkisson som Einar
- Heidi Toini som Bente

### Gäster
- Cloé Heinrich som Nina Larsen
- Alexandra Gootschlich som Sara Larsen
- Kaja Chan som Mei Mei
- Martin Greis som Villads

### Avsnitt
| Nr. | Titel         | Regisserad av | Skriven av                                  | Original releasedatum |
| --- | ------------- | ------------- | ------------------------------------------- | --------------------- |
| 1   | "The Ship"    | Baran bo Odar | Jantje Friese                               | 17 november 2022      |
| 2   | "The Boy"     | Baran bo Odar | Jantje Friese & Dario Madrona López Gallego | 17 november 2022      |
| 3   | "The Fog"     | Baran bo Odar | Jantje Friese & Emma Ko                     | 17 november 2022      |
| 4   | "The Fight"   | Baran bo Odar | Jantje Friese & Jerome Bucchan-Nelson       | 17 november 2022      |
| 5   | "The Calling" | Baran bo Odar | Jantje Friese & Juliana Lima Dehne          | 17 november 2022      |
| 6   | "The Pyramid" | Baran bo Odar | Jantje Friese & Emil Nygaard Albertsen      | 17 november 2022      |
| 7   | "The Storm"   | Baran bo Odar | Jantje Friese                               | 17 november 2022      |
| 8   | "The Key"     | Baran bo Odar | Jantje Friese                               | 17 november 2022      |

## Release
1899 hade en premiär med två avsnitt på den 47:e Toronto International Film Festival den 12 september 2022. Serien lanserades på Netflix den 17 november 2022 tillsammans med en dokumentär med titeln Making 1899.

## Mottagande
På Rotten Tomatoes har serien ett godkännande på 75 % baserat på 12 recensioner, med ett genomsnittligt betyg på 7,20/10. På Metacritic, som använder ett vägt medelvärde, har serien en poäng på 66 av 100 baserat på åtta kritikerrecensioner, vilket indikerar "allmänt gynnsamma recensioner".